# Wadelincourt, Ardennes
Wadelincourt är en kommun i departementet Ardennes i regionen Grand Est (tidigare regionen Champagne-Ardenne) i nordöstra Frankrike. Kommunen ligger  i kantonen Sedan-Ouest som ligger i arrondissementet Sedan. År 2022 hade Wadelincourt 447 invånare.

## Befolkningsutveckling
Antalet invånare i kommunen Wadelincourt
Referens: INSEE